# Faking It (singolo)
Faking It è un singolo del DJ britannico Calvin Harris, pubblicato il 17 ottobre 2017 come quinto estratto dal quinto album in studio Funk Wav Bounces Vol. 1.
Il singolo ha visto la partecipazione alla parte vocale degli artisti statunitensi Kehlani e Lil Yachty.

## Successo internazionale
Il singolo ha ottenuto successo a livello mondiale.

## Video musicale
Il video musicale è stato pubblicato il 23 ottobre 2017 sul canale Vevo-YouTube del disc jockey.